# Robert Browning
Robert Browning (n. 7 mai 1812, Londra, Regatul Unit al Marii Britanii și Irlandei – d. 12 decembrie 1889, Veneția, Italia) a fost un poet englez, soțul poetei Elizabeth Barrett Browning.
Alături de Alfred Tennyson, a fost cea mai importantă personalitate a poeziei victoriene.

## Opera
- 1833 - Pauline ("Pauline");
- 1835 - Paracelsus ("Paracelsus");
- 1840 - Sordello ("Sordello");
- 1855 - Bărbați și femei ("Men and Women");
- 1864 - Dramatis personae ("Dramatis personae");
- 1868 - 1869: Inelul și cartea ("The Ring and the Book");
- 1877 - Agamemnon al lui Eschil ("The Agamemnon of Aeschylus");
- 1879 - Idile dramatice ("Dramatic Idylls");
- 1889 - Asolando ("Asolando").